# Baiquan
Der Kreis Baiquan (chinesisch 拜泉縣 / 拜泉县, Pinyin Bàiquán Xiàn) ist ein Kreis der bezirksfreien Stadt Qiqihar in der Provinz Heilongjiang. Er hat eine Fläche von 3.593 km² und zählt 282.019 Einwohner (Stand: Zensus 2020). Sein Hauptort ist die Großgemeinde Baiquan (拜泉镇).